# الدولية للأسهم الخاصة
شركة الدولية للأسهم الخاصة ( Private Equity International)(PEI) مزودًا عالميًا للرؤى والتحليلات والبيانات لصناعة الأسهم الخاصة، مع التركيز بشكل أساسي على العلاقة بين المستثمرين ومديري الصناديق: العلاقة بين الشركاء الخاصين و الشركاء العموم LP وGP .
تم إطلاق الموقع الإلكتروني والمجلات المطبوعة الخاصة بالعنوان في ديسمبر 2001، وهي تغطي الأشخاص والصناديق ومقدمي رأس المال والاتجاهات المالية التي تشكل صناعة الأسهم الخاصة مع فريق متكامل من الصحفيين والباحثين المتخصصين في لندن وهونج كونج ونيويورك. مع استمرار نمو الطلب على الأسهم الخاصة في المحافظ المؤسسية في جميع أنحاء العالم، تهدف جزيرة الأمير إدوارد إلى تزويد المتخصصين الذين يركزون على الأسهم الخاصة بعرض شامل من بيانات الملكية والتحليل الرسمي والسياق حول قضايا الصناعة وأفضل الممارسات.
وهي معروفة بتصنيفها السنوي لأكبر مجموعات الأسهم الخاصة في الصناعة، وهو مؤشر جزيرة الأمير إدوارد 300، الذي يقيس الشركات من حيث رأس المال المجمع ("المسحوق الجاف" من حيث الصناعة) على مدى فترة 5 سنوات.  تم نشر تصنيف جزيرة الأمير إدوارد الأول لمجموعات الأسهم الخاصة في عام 2007. 
يتم نشر مجلة Private Equity International من قبل مجموعة PEI Group التي يقع مقرها في لندن، والتي تربط ممارسي الاستثمار البديل بمعلومات وتحليلات ذات قيمة مضافة عبر منشوراتها الستة عشر المختلفة، ومع بعضهم البعض عبر أحداث صناعة بارزة. ولديها مكاتب في لندن ونيويورك وهونج كونج وطوكيو وسيدني ولوس أنجلوس.